# Karoly Huber
Karoly Huber   (Variaș, 1 de juliol de 1828 - Budapest, 19 de desembre de 1885) (Varjas, (Hongria), 1828 - Budapest, 1885) fou un compositor hongarès. Fou el pare del famós Jenő Hubay, que també fou músic. Era professor de violí de l'Acadèmia de Música i director de l'Orquestra del Teatre Nacional de la capital hongaresa.
Va compondre diverses òperes, entre les que cal citar:
- Les filles de Szekla (1858);
- Alegres companys (1875);
- El petó del rei (1875);
- El ball de la Cort.